# مناقشه‌ها سر ثبت جهانی میراث در یونسکو
مناقشاتی پیرامون میراث فرهنگی، معنوی و طبیعی ایران، به‌ویژه پس از ثبت آثار این کشور در فهرست میراث جهانی یونسکو، بروز کرده است. این مُناقشات اغلب از سوی برخی کشورهای همسایه با پیشینهٔ تاریخی و فرهنگی مرتبط مطرح می‌شوند و حول محور مالکیت یا منشأ برخی آثار و عناصر فرهنگی شکل گرفته‌اند. استدلال این کشورها معمولاً بر پیوندهای تاریخی و فرهنگی مشترک، از جمله دوره‌هایی که بخشی از آن‌ها در گذشته جزو قلمروهای تحت حاکمیت ایران بوده‌اند، استوار است. این اختلافات دیدگاه، در مواردی ابعاد سیاسی نیز یافته و می‌تواند بر روابط دوجانبه تأثیرگذار باشد.
در دهه‌های پایانی سده بیستم و سده بیست و یکم میلادی، به‌ویژه پس از آغاز کنوانسیون پاسداری از میراث فرهنگی ناملموس یونسکو در سال ۲۰۰۶، موضوع برداشت‌ها و تفسیرهای متفاوت از میراث فرهنگی مشترک در میان کشورهای منطقه، از جمله ایران و جمهوری آذربایجان، مطرح شده است. برخی منابع در ایران ادعاهایی مبنی بر مصادره یا نسبت داده شدن میراث فرهنگی و معنوی این کشور به خود توسط همسایگان، به ویژه جمهوری آذربایجان، مطرح کرده‌اند. دولت ایران نیز در مواردی خواستار بررسی و بازبینی این موضوعات شده است.
سازمان میراث فرهنگی ایران، در تاریخ ۲۹ بهمن ۱۳۹۲ اعلام کرد هر کشور در سال فقط حق دارد یک میراث ملی را در سازمان یونسکو به ثبت برساند، و چون تعداد میراث(آثار و بناهای تاریخی) ایران خیلی زیاد بوده برای ثبت آن به سال‌های متمادی نیاز است و ایران پیگیر مواردی که میراث مشترک‌اند خواهد بود، و حق خود را برای ثبت این میراث محفوظ می‌داند. زمانی که کشوری محصولی را به نام خود ثبت می‌کند راه برای ثبت مشترک برای کشورهای دیگر بسته نمی‌شود. همچنین در آبان سال ۱۳۹۲، فرهاد نظری، مدیرکل دفتر ثبت آثار وزارت میراث فرهنگی از تهیه فهرست میراث قابل مصادره توسط کشورهای همسایه و ارسال آن به یونسکو به عنوان اقدامی پیشگیرانه، در آینده نزدیک خبر داد. یوناتن بت‌کلیا نماینده اقلیت آشوری در مجلس شورای اسلامی بیان کرد: «در یونسکو درخواست‌هایی که زودتر ارسال می‌شود؛ در اولویت قرار می‌گیرد و اگر کشوری بعد از درخواست اولیه نسبت به درخواست ارسالی یونسکو ادعایی داشته باشد، به سختی می‌تواند آن ادعا را ثابت کند.» شماری از نمایندگان مجلس نهم معتقدند که سازمان میراث فرهنگی در قبال تأخیر در عملکرد و عدم ثبت این آثار، کوتاهی کرده است که این مطلب در صحن علنی مجلس هم مطرح شد. در پی این تذکرها رئیس سازمان میراث فرهنگی محمدعلی نجفی به دبیرکل یونسکو نامه‌ای نوشت مبنی بر متوقف کردن سیاست پارسی‌زدایی دولتِ جمهوری آذربایجان مانند حذف اشعار فارسی نظامی که بر روی مقبره وی به صورت کاشی‌کاری بودند، و خواستار رسیدگی فوری شد. مرکز پژوهش‌های مجلس شورای اسلامی نیز در گزارشی با عنوان بررسی ثبت جهانی میراث فرهنگی ناملموس ایران توسط سایر کشورها (بررسی موردی ثبت میراث ناملموس «فرهنگ پهلوانی و ورزش زورخانه‌ای» توسط کشور جمهوری آذربایجان) به بررسی موضوع ثبت میراث ناملموس کشور توسط سایر کشورها و به‌طور خاص کشور جمهوری آذربایجان پرداخت. در این گزارش که منجر به ارائه پیشنهادهای اجرایی شد پیشنهادهای اجرایی ذیل ارائه شد:
- لازم است تا جمهوری اسلامی ایران، فهرستی از تمامی میراث فرهنگی ناملموس زنده و در معرض خطر خود جمع‌آوری نماید و مستندهای مذکور را با عنوان فهرست میراث فرهنگی ناملموس جمهوری اسلامی ایران به‌صورت برخط و در قالب چند زبان زنده دنیا در اختیار عموم جهانیان و یونسکو قرار دهد.
- لازم است تا از ظرفیت مرکز مطالعاتی منطقه‌ای حفظ میراث فرهنگی ناملموس در آسیای میانه و غربی تحت نظارت یونسکو (گروه ۲) استفاده شود و با ایجاد اجماع بین کشورهای عضو، پیشنهادهای قابل اجرا برای برطرف‌سازی مسئله فوق در اختیار یونسکو قرار دهد.
- لازم است تا کشور با پرداخت حق عضویت به کنوانسیون و فعالیت اثرگذار نمایندگان وزارت میراث فرهنگی، گردشگری و صنایع دستی در جلسات، امکان مشارکت و اعمال نفوذ در فرایندهای اجرایی این کنوانسیون فراهم شود. اصلاح موادی از آیین‌نامه داخلی و دستورالعمل‌های فعلی یونسکو می‌تواند موضوع اهمیت دادن به اصالت و منوط کردن ثبت به نبود اختلافات فرهنگی و مرزی کشورها را مدنظر قرار دهد.[۶]

## میراث معنوی و فرهنگی
چوگان

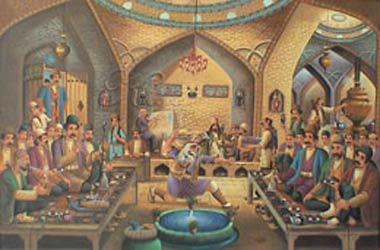
تصویری از یک قهوه‌خانهٔ ایرانی

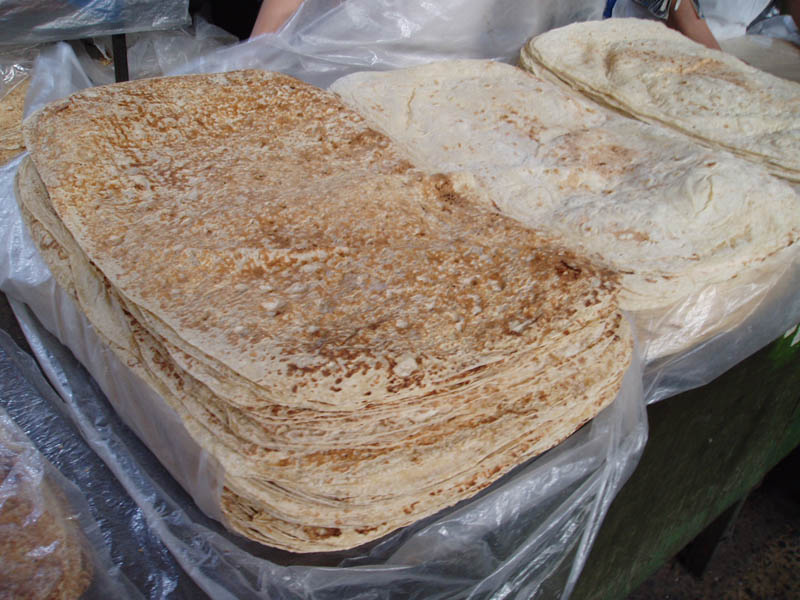
تصویری از نان لواش

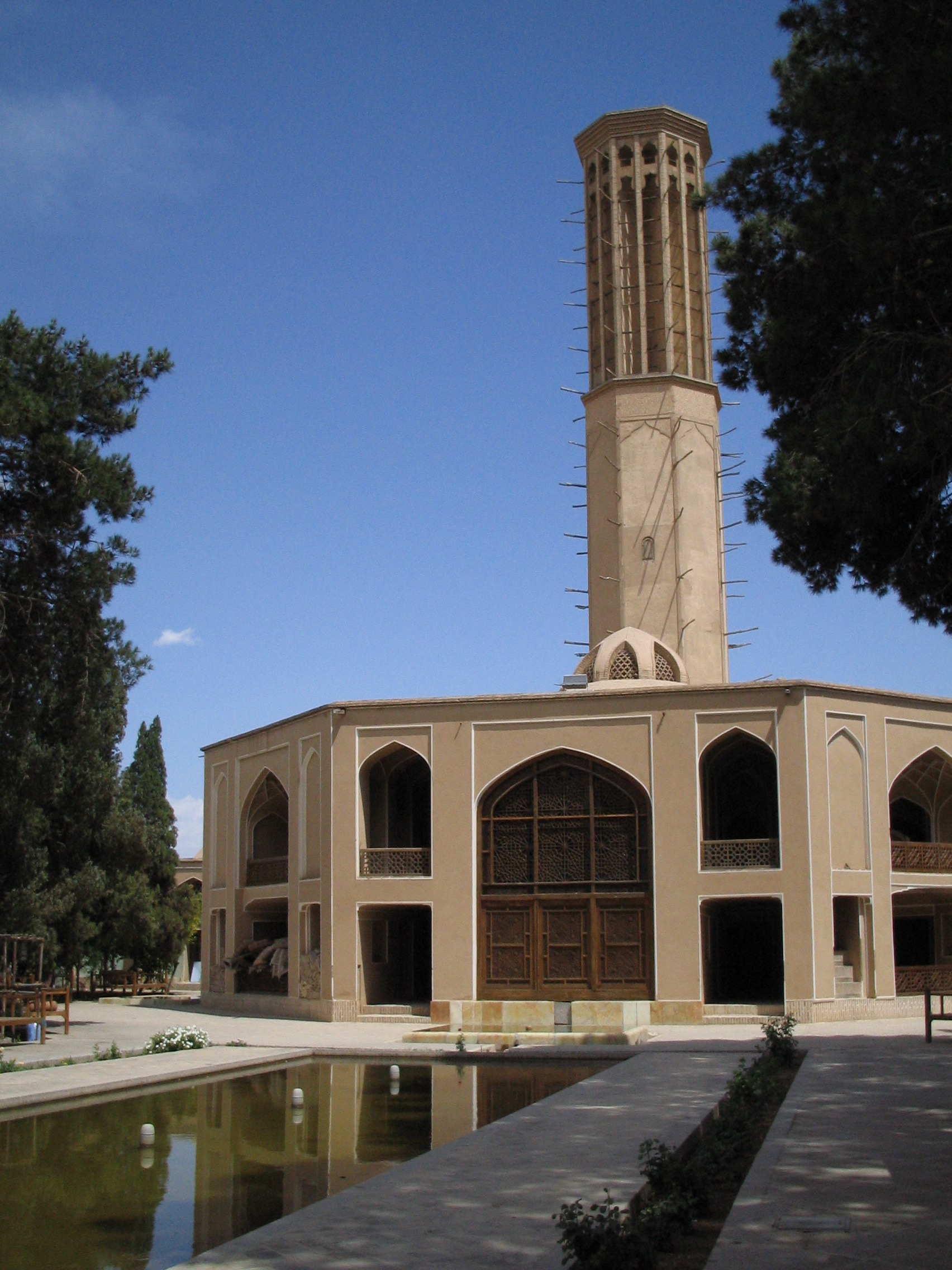
بادگیر باغ دولت‌آباد یزد

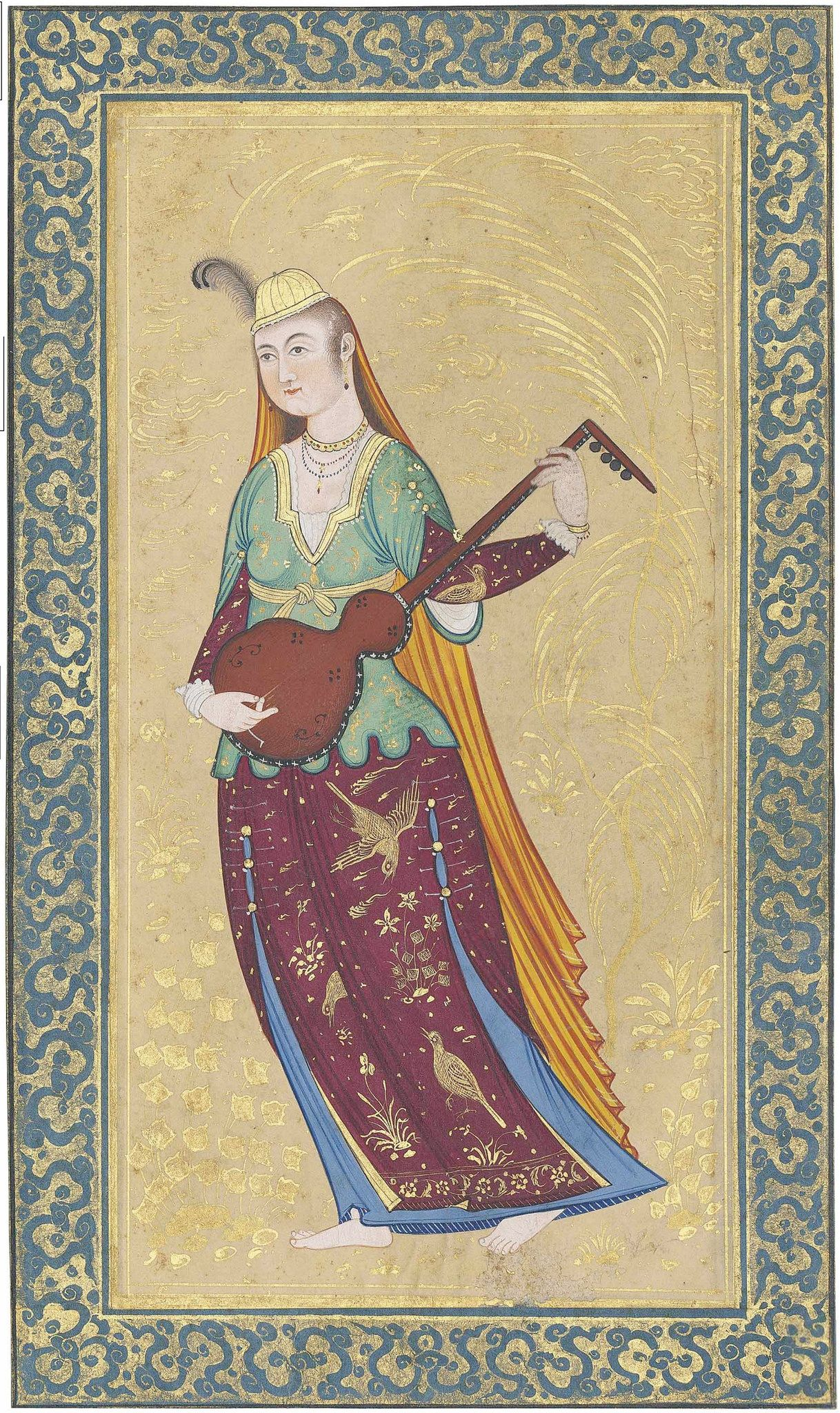
نوازندهٔ تار، مینیاتوری از ایران قاجار به سبک صفوی

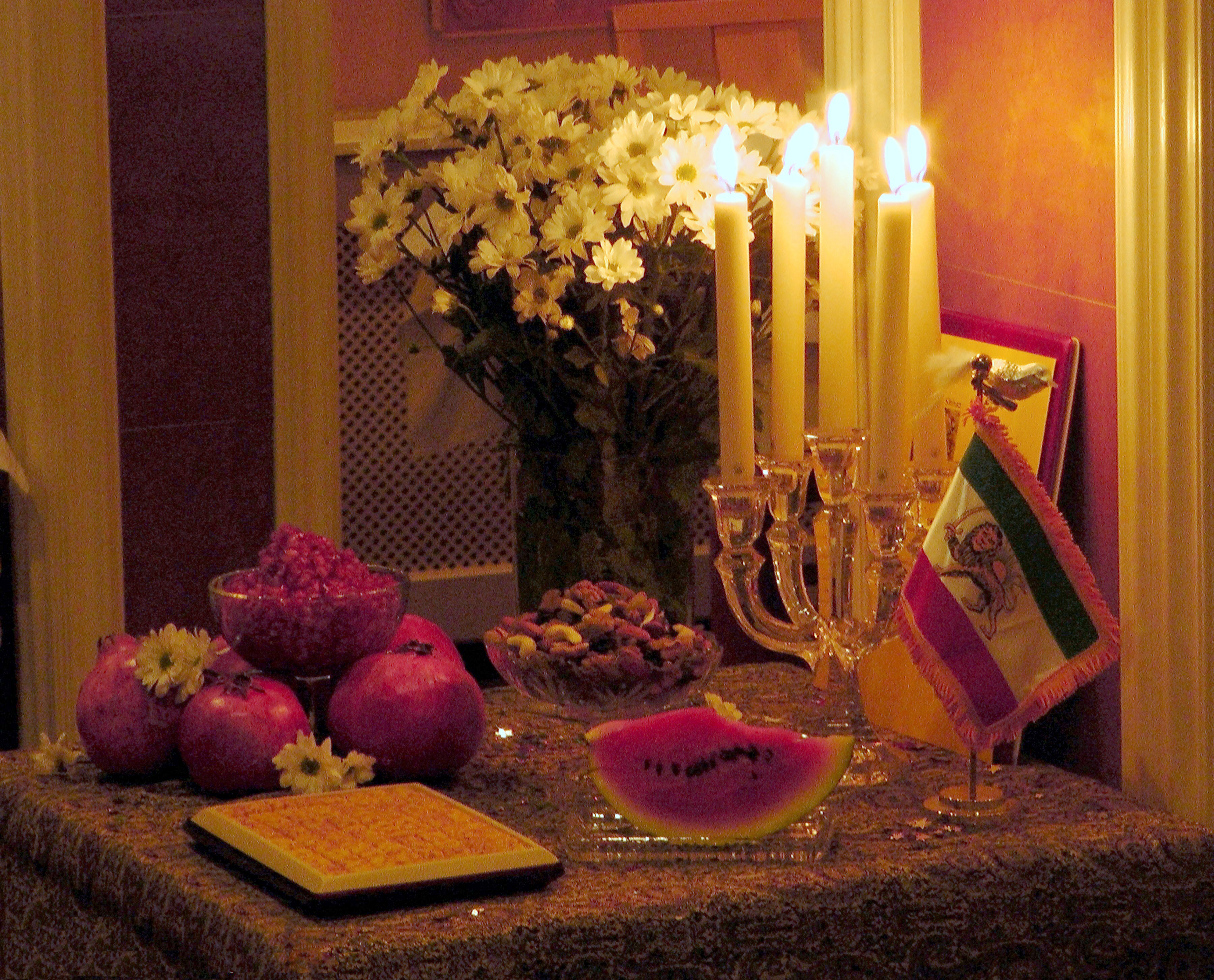
سفرهٔ شب یلدا

جمهوری آذربایجان، قصد دارد ورزش چوگان را به نام خود به ثبت رساند. دولت ایران هنوز حق ثبت و مشترک شدن این ورزش را برای خود محفوظ می‌داند. بیش از سه هزار سال است که در ایران بازی چوگان توسط پادشاهان و بزرگان این سرزمین برگزار می‌شود. داریوش کبیر در تخت جمشید بازی چوگان را برگزار می‌کرده است و میدان نقش جهان در اصفهان برای برگزاری بازی چوگان در پیشگاه شاهان صفوی طراحی شده است. در آثار شاعران بزرگی همچون فردوسی و رودکی به رواج این بازی در ایران بارها اشاره شده است.
قهوه‌خانه
ترکیه درخواست ثبت قهوه‌خانه را داده است و این درحالی است که طبق ادعای وزارت میراث فرهنگی ایران، اولین قهوه‌خانه‌ها در ایران در دورهٔ صفویان در زمان شاه تهماسب یکم در شهر قزوین تأسیس شده‌اند و در زمان شاه عباس بزرگ در شهر اصفهان گسترش یافتند.
نان لواش
کشور ارمنستان نان لواش را به عنوان میراث فرهنگی و معنوی کشورش در یونسکو ثبت کرد و ایران درخواست میراث مشترک داد. نان لواش با نام، لِواش و لَباش در بیشتر نقاط ایران شهرت دارد و پخته می‌شود که از نان‌های سنتی کهن ایرانیان است. بنا بر منابع اطلاعات کتبی، دست کم ۸۰۰ سال است که فقط از رواج و شهرت عام آن در ایران می‌گذرد. نزاری قهستانی شاعر (۶۴۵–۷۲۰ هجری قمری) در یکی از اشعارش چنین می‌گوید:
| پوز خود را لویشه کردستم |  | تا طمع بگسلد ز قرص لواش |

موسیقی عاشیقلار
موسیقی عاشیقلار توسط جمهوری آذربایجان در یونسکو به نام این کشور ثبت شد. این موسیقی در زمان شاه اسماعیل صفوی در ایران بنیان نهاده شد.
بادگیر
دولت امارات متحده عربی بادگیر را به عنوان نماد کشورهای عربی به عنوان تندیس مسابقهٔ معماری معرفی کرد و در تلاش برای ثبت این نماد به عنوان میراث معنوی و فرهنگی است و سازمان میراث فرهنگی ایران برای ثبت این نماد به عنوان اثر ایرانی در تلاش است و رئیس سازمان میراث فرهنگی و گردشگری بیان کرد که ثبت این عنصر معماری به عنوان عنصر معماری ایرانی در اولویت نخستین این سازمان است.
تار

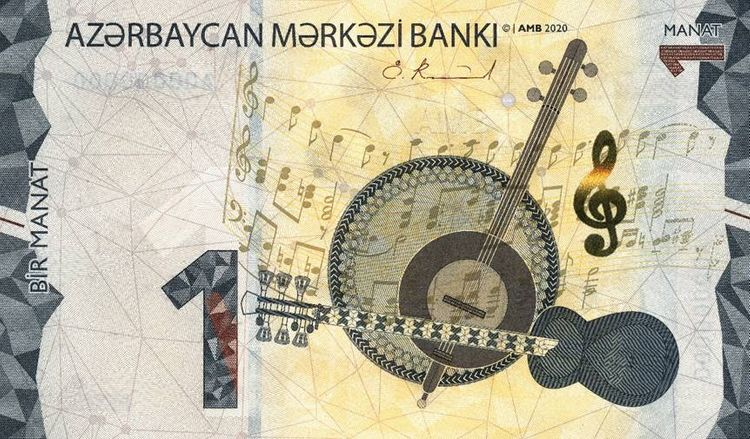
تصویر سازهای ایرانی دف، کمانچه و تار بر روی اسکناس منات آذربایجان چاپ شده است.

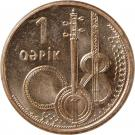
تصویر سازهای ایرانی دف، کمانچه و تار بر روی سکه گپیک آذربایجان نیز نقش بسته است.

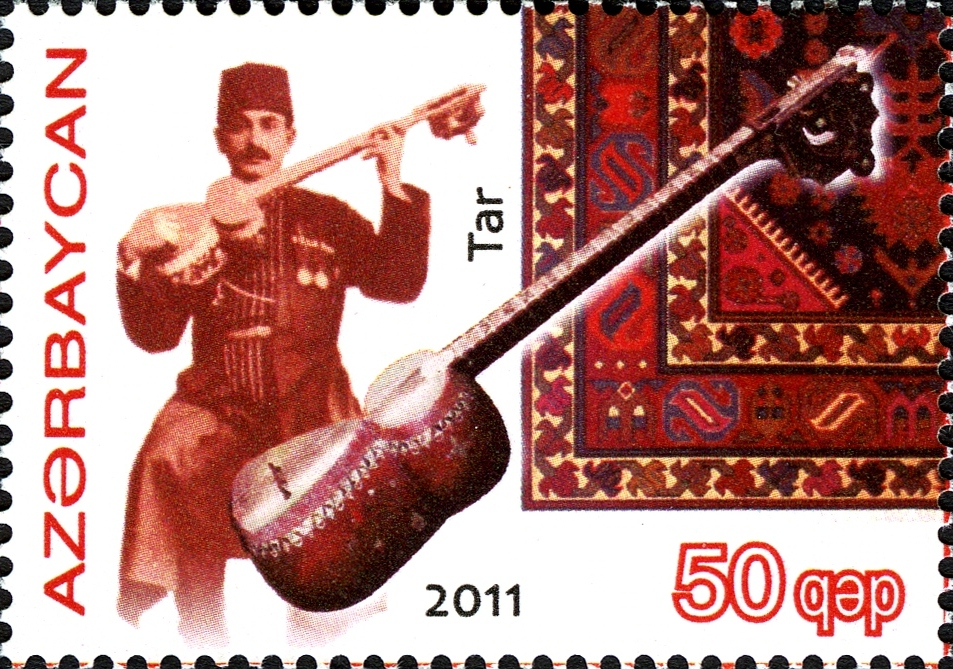
تمبر جمهوری آذربایجان با موضوع تار

هنر اجرای آذربایجانی تار (ساخت و نواختن آذربایجانی تار) بدون نام بردن از هنرمندان ایرانی و کشور ایران توسط جمهوری آذربایجان در یونسکو به ثبت رسید داریوش پیرنیاکان به عنوان سخنگوی خانهٔ موسیقی ایران نسبت به چنین رویدادی اعتراض کرد و مقصر اصلی را نمایندهٔ یونسکو در ایران خواند و دربارهٔ عدم اعتراض ایران به ثبت این ساز به نام کشور آذربایجان در نشست پاریس اعتراض کرد.
یلدا
جمهوری آذربایجان در پی آن است تا یلدا که یکی از آئین‌های باستانی و ملی ایران با قدمتی ۸ هزار ساله است را با نام خود ثبت کند.
موسیقی بخشی‌های خراسان شمالی
به این دلیل این‌که خوانندگان موسیقی بخشی‌های خراسان شمالی به زبان ترکی تکلم می‌کردند کشور جمهوری آذربایجان قصد ثبت موسیقی مقامی خراسان را داشت؛ که در پی دریافت نامه‌ای از یونسکو، ایران مدارک مورد نیاز را آماده کرد و آن را به ثبت رساند.
هنر خوشنویسی
ترکیه به دنبال ثبت هنر خوشنویسی برای سال ۲۰۲۱ است. خط فارسی را دبیران ساسانی ۱۴۰۰ سال پیش از روی خط پهلوی برای فارسی نو و عربی اختراع کردند و در طول این سال‌ها ایران بزرگ‌ترین مرکز خوشنویسی جهان بوده است.
تنبور
ترکیه در تلاش برای ثبت ساز تنبور ایرانی است.
مینیاتور
هنر مینیاتور را کشورهای ایران، ترکیه، جمهوری آذربایجان و ازبکستان در فهرست جهانی یونسکو ثبت کردند. وزارت اطلاعات و فرهنگ افغانستان که این کشور را «منشأ و زادگاه اصلی» هنر مینیاتور می‌داند نسبت به عدم ذکر نام افغانستان شکایت کرد.
حمام ایرانی
ترکیه در صدد است تا حمام ایرانی را به عنوان حمام ترکی و به نام خود به ثبت برساند و آن را افتخاری برای خود کند.

## میراث طبیعی
جنگل هیرکانی
در ۲۱ تیر ۱۳۸۵ جمهوری آذربایجان درخواستی را مبنی بر ثبت جهانی جنگل‌های هیرکانی به یونسکو ارائه کرد. با بررسی کارشناسان این سازمان اعلام شد به دلیل این‌که سهم جمهوری آذربایجان تنها ۲۰ هزار هکتار در مقابل سهم ۲ میلیون هکتاری ایران از این جنگل متعلق به دوره ژوراسیک است، ثبت جهانی این اثر به تنهایی به نام آذربایجان ممکن نیست. پس از آن مقامات فرهنگی ایران پیشنهادی را به آذربایجان ارائه دادند مبنی بر ثبت مشترک این اثر طبیعی. تاکنون این امر به دلیل اختلافات دو طرف میسر نشده است. از جمله موارد اختلافی این است که علی‌رغم قوانین یونسکو مبنی بر ثبت اسامی کشورهای دارای آثار تاریخی و طبیعی مشترک به ترتیب حروف الفبا در اسناد مکتوب خود، ایران مخالف ثبت‌نام آذربایجان پیش از نام ایران در سند این اثر است؛ با این استدلال که سهم اندک آذربایجان از این جنگل نمی‌تواند قابل قیاس در مقایسه با سهم ایران باشد که بتوان صرفاً بر اساس حروف الفبا چیدمان متن سند را مشخص کرد.